# 제32회 한국PD대상
한국PD연합회가 주관한 제32회 한국PD대상 시상식은 2020년 4월 28일  KBS 박지원 아나운서, MBC 김정근 아나운서, SBS 김민형 아나운서의 사회로 서울 상암MBC 공개홀에서 열렸다. 이날 시상식에서 올해의 PD상에 EBS 《자이언트 펭TV》, 독립PD협회 《부재의 기억(In the Absence)》 이 선정됐다.

## 수상자
| 부문          | 구분           | 프로그램 | 수상자                                                                                           |
| ------------- | -------------- | --- | ------------------------------------------------------------------------------------------------ |
| 올해의PD상    | 올해의PD상     | EBS <자이언트 펭TV> | 이슬예나 박재영 임문식 송준섭 이영현 강샘이 안미라                                               |
| 올해의PD상    | 올해의PD상     | 독립PD협회 부재의 기억(In the Absence) | 이승준                                                                                           |
| 실험정신상    | TV             | EBS <자이언트 펭TV> | 이슬예나 박재영 임문식 송준섭 이영현 강샘이 안미라                                               |
| 실험정신상    | 라디오         | EBS <오디오천국> | 손희준 이자형 정윤범 김정재 강동걸 김가은 김성은 박민정 박정보 방성영 이하진 장 희 진윤정 최동민 |
| 작품상 TV     | 드라마         | KBS <동백꽃 필 무렵> | 차영훈 강민경                                                                                    |
| 작품상 TV     | 시사다큐       | SBS <SBS스페셜–어디에나있었고어디에도없었던요한 . 씨돌 . 용현>                                                                                                 | 이큰별                                                                                           |
| 작품상 TV     | 교양정보       | KBS <거리의 만찬 – 기억해도 괜찮아> | 이승문                                                                                           |
| 작품상 TV     | 예능           | MBC <놀면 뭐하니?> | 김태호 김윤집 장우성 왕종석                                                                      |
| 작품상 TV     | 독립제작       | 독립PD협회 <EBS 다큐프라임 – 구조(To the Rescue)> | 양진용                                                                                           |
| 작품상 TV     | 지역정규       | 대전MBC <더콘서트 – 오롯이 당신> | 이상욱 전상희                                                                                    |
| 작품상 TV     | 지역특집       | 광주MBC <핑크피쉬 아시아> | 백재훈 최선영                                                                                    |
| 작품상 라디오 | 시사교양드라마 | MBC경남 <79년 마산> | 정은희 김현지                                                                                    |
| 작품상 라디오 | 음악오락       | EBS <오디오천국 - 저세상ASMR> | 이자형                                                                                           |
| 작품상 라디오 | 특집           | MBC <님 찾아가는 길> | 김빛나 안동진                                                                                    |
| 작품상 라디오 | 지역정규       | cpbc광주 <함께하는 세상, 오늘> | 양복순 편수민                                                                                    |
| 작품상 라디오 | 지역특집       | 부산FEBC <인구시계> | 차유미 최정민 조시현 오민지                                                                      |
| 디지털콘텐츠  | 디지털콘텐츠   | EBS <밥친부터 시작> | 박재영 안미라                                                                                    |
| 작가상        | TV작가         | KBS <불후의 명곡> | 김지은                                                                                           |
| 작가상        | 라디오작가     | CBS <꿈과 음악 사이에> | 박동숙                                                                                           |
| 공로상        | 공로상         | 한국 방송 다큐멘터리의 산 역사이자 당대 최고의 다큐멘터리스트                                                                                                  | 故정수웅                                                                                         |
| 특별상        | 특별상         | SBS PD로 스무차례 이상 방북해 <조용필 평양공연> 등 다양한 다큐멘터리와 공연 프로그램 제작에 참여                                                               | 오기현                                                                                           |
| 출연자상      | 탤런트         | SBS <열혈사제> | 김남길                                                                                           |
| 출연자상      | 가수           | KBS <윤동주 콘서트-별 헤는 밤>에 출연, 세월호 아이들과 유가족을 위한 추모 공연등 시대적인 아픔을 위해 노래하며 음악으로 할 수 있는 선한 영향력을 보여주고 있음 | 이적                                                                                             |
| 출연자상      | TV진행자       | KBS <거리의 만찬> | 박미선                                                                                           |
| 출연자상      | 라디오진행자   | MBC <배철수의 음악캠프> | 배철수                                                                                           |
| 출연자상      | 코미디언       | SBS <집사부일체>. MBC <전지적 참견시점> 등 예능 프로그램에서 탁월한 예능감을 통해 시청자에게 큰 웃음을 선사하고 있음                                           | 양세형                                                                                           |